# 1958 Чандра
1958 Чандра (1958 Chandra) — астероїд головного поясу, відкритий 24 вересня 1970 року.
Тіссеранів параметр щодо Юпітера — 3,174.